# أوتيس غراند
أوتيس غراند (بالإنجليزية: Otis Grand) هو كاتب أغاني أمريكي، ولد في 14 فبراير 1950 في بيروت في لبنان.

## وصلات خارجية
- الموقع الرسمي
- أوتيس غراند على موقع ميوزك برينز (الإنجليزية)
- أوتيس غراند على موقع ديسكوغز (الإنجليزية)